# Ctenus lejeunei
Ctenus lejeunei là một loài nhện trong họ Ctenidae.
Loài này thuộc chi Ctenus. Ctenus lejeunei được Pierre L. G. Benoit miêu tả năm 1977.